# Череватенко Віктор Якович
Віктор Якович Череватенко (рос. Виктор Яковлевич Череватенко, 31 липня 1955, с. Лісові Сорочинці — 19 червня 2020, Бєлгород) — російський і український письменник, член Спілки письменників Росії, лауреат міжнародної літературної премії «Слобожанщина».

## Біографія
Виховувався у родині без батька. Мати — Череватенко Віра Василівна.
Закінчив Харківський медичний інститут, проходив строкову службу у лавах Радянської Армії працював на Харківському турбінному заводі. Після закінчення медінституту проходив інтернатуру в Лисичанську.
Працював дільничним лікарем 4-ї дитячої поліклініки м. Бєлгород, потім виїзним педіатром станції швидкої допомоги.
Проживає у м. Бєлгород в Росії. Помер 19 червня 2020 року.

## Творчість
Ще навчаючись у Харківському медінституті відвідував літературну студію.
У Бєлгороді він є учасником літературних студій «Современник» та «Слово».
Віктор Череватенко один з російських письменників, який пише українською і російською мовою. Він є ліричним поетом, для якого важливі в першу чергу почуття його героя, людини небайдужої, тонкого цінителя людських відносин, уважного до станів природи рідного краю. Для поета не чужа і соціальна тематика, що має пряме відношення до сучасних проблем людського буття.
Першу збірник віршів українською мовою «Як цвіт черемхи» видав у харківському видавництві «Видавець». У 2000 році вийшла друга книга — «Любі мої, хороші» … "
У своєму виступі на зустрічі письменників України, Росії та Білорусі у Ялті (Крим, 31 травня 2000 р.) Голова Російської письменницької делегації В. Н. Ганічев сказав про Віктора Череватенка:
| «…стало новым явлением, когда в Союз писателей России принимают писателей, пишущих на украинском языке. Так был принят в Белгороде в Союз прекрасный поэт Виктор Череватенко за его творчество, представленное на украинском языке”[2] |

### Книги
- Череватенко В. Як цвіт черемхи. Поезія. — Х: МП «Видавець». 1992. — 62 с.
- Череватенко В. Записки детского врача. — Белгород: Крестьянское дело. 2001. — 64 с., ил.
- Череватенко В. Любі мої, хороші. Стихи. — Белгород: Крестьянское дело. 2000. — 108 с., ил.
- Череватенко В. «Сретенье», Бєлгород
- Череватенко В. «Вознесіння», Бєлгород
- Череватенко В. «Самые веселые», Бєлгород, вірші для дітей.

### Публікації
- Череватенко В. Разве ж я дождей не люблю?: Рассказ // Наш современник. — 2004. — № 1. — С. 91—92.

## Нагороди
- Міжнародна літературна премія «Слобожанщина».